# Hafenturm Hakata

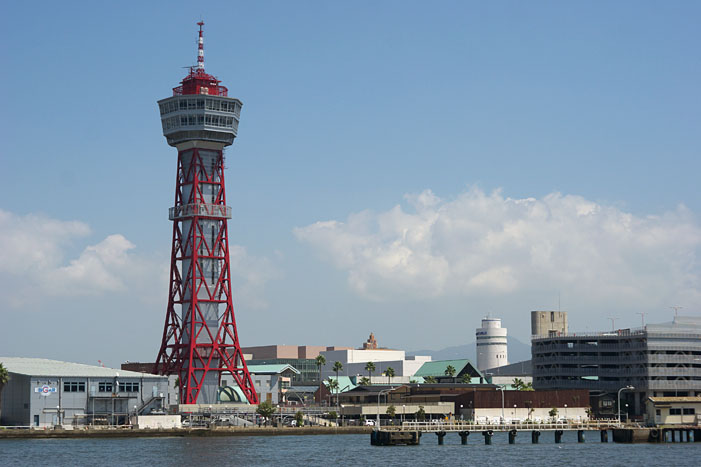
Hafenturm Hakata

Der Hafenturm Hakata ist ein 103 Meter hoher Sendeturm in Stahlfachwerkbauweise mit einer Aussichtsplattform in einer Höhe von 73,5 Metern in Fukuoka, Japan. Der Hafenturm Hakata wurde 1964 fertiggestellt. Der Architekt des Hafenturms war Naitō Tachū, der neben dem Tokyo Tower in den 1950er und 1960er Jahren viele weitere Türme in Japan entwarf.